# Neukirchen bei Lambach
Neukirchen bei Lambach  ist eine Gemeinde in Oberösterreich im Bezirk Wels-Land im Hausruckviertel mit 1001 Einwohnern (Stand 1. Jänner 2024).

## Geografie
Neukirchen bei Lambach liegt auf 401 m Höhe im Hausruckviertel. Die Gemeinde gehörte bis 2012 zum Gerichtsbezirk Lambach und ist seit dem 1. Jänner 2013 Teil des Gerichtsbezirks Wels. Das Gemeindegebiet umfasst das Einzugsgebiet des Pisdorfer Baches, der beim Ort Neukirchen in den Schwaiger Bach (auch Thalheimer Bach) mündet. Einen Teil der Südgrenze bildet die Ager. Die Ausdehnung beträgt von Nord nach Süd 4,4 km, von West nach Ost 4,6 km. Die Gemeinde hat eine Fläche von fast zwölf Quadratkilometer. Davon sind mehr als drei Viertel landwirtschaftliche Nutzfläche, zwölf Prozent der Fläche sind bewaldet.

### Gemeindegliederung
Das Gemeindegebiet umfasst folgende 15 Ortschaften (in Klammern Einwohnerzahl Stand 1. Jänner 2024):
- Aming (23)
- Dorf (24)
- Gewerbepark Neukirchen bei Lambach (0)
- Hof (48)
- Hofern (78)
- Iming (29)
- Löpperding (16)
- Neukirchen bei Lambach (269)
- Niederharrern (10)
- Oberschwaig (207)
- Schörgendorf (19)
- Spöck (52)
- Stroham (52)
- Weinberg (129)
- Willing (45)

Die Gemeinde besteht aus der Katastralgemeinde Neukirchen bei Lambach.

### Nachbargemeinden
| Aichkirchen  | Bachmanning                                 | Pennewang       |
| Schlatt (VB) | Kompassrose, die auf Nachbargemeinden zeigt | Edt bei Lambach |
| Rüstorf (VB) | Stadl-Paura                                 | Lambach         |

## Geschichte
In den Urkunden des Stiftes Lambach wird der Name Neukirchen im Jahre 1070 erstmals erwähnt. Ursprünglich im Ostteil des Herzogtums Bayern liegend, gehörte der Ort seit dem 12. Jahrhundert zum Herzogtum Österreich. Seit 1490 wird er dem Erzherzogtum Österreich ob der Enns zugerechnet.
Während der Napoleonischen Kriege war der Ort mehrfach besetzt.
Seit 1918 gehört der Ort zum Bundesland Oberösterreich. Nach dem Anschluss Österreichs an das Deutsche Reich am 13. März 1938 gehörte der Ort zum Gau Oberdonau. Nach 1945 erfolgte die Wiederherstellung Oberösterreichs.

## Kultur und Sehenswürdigkeiten

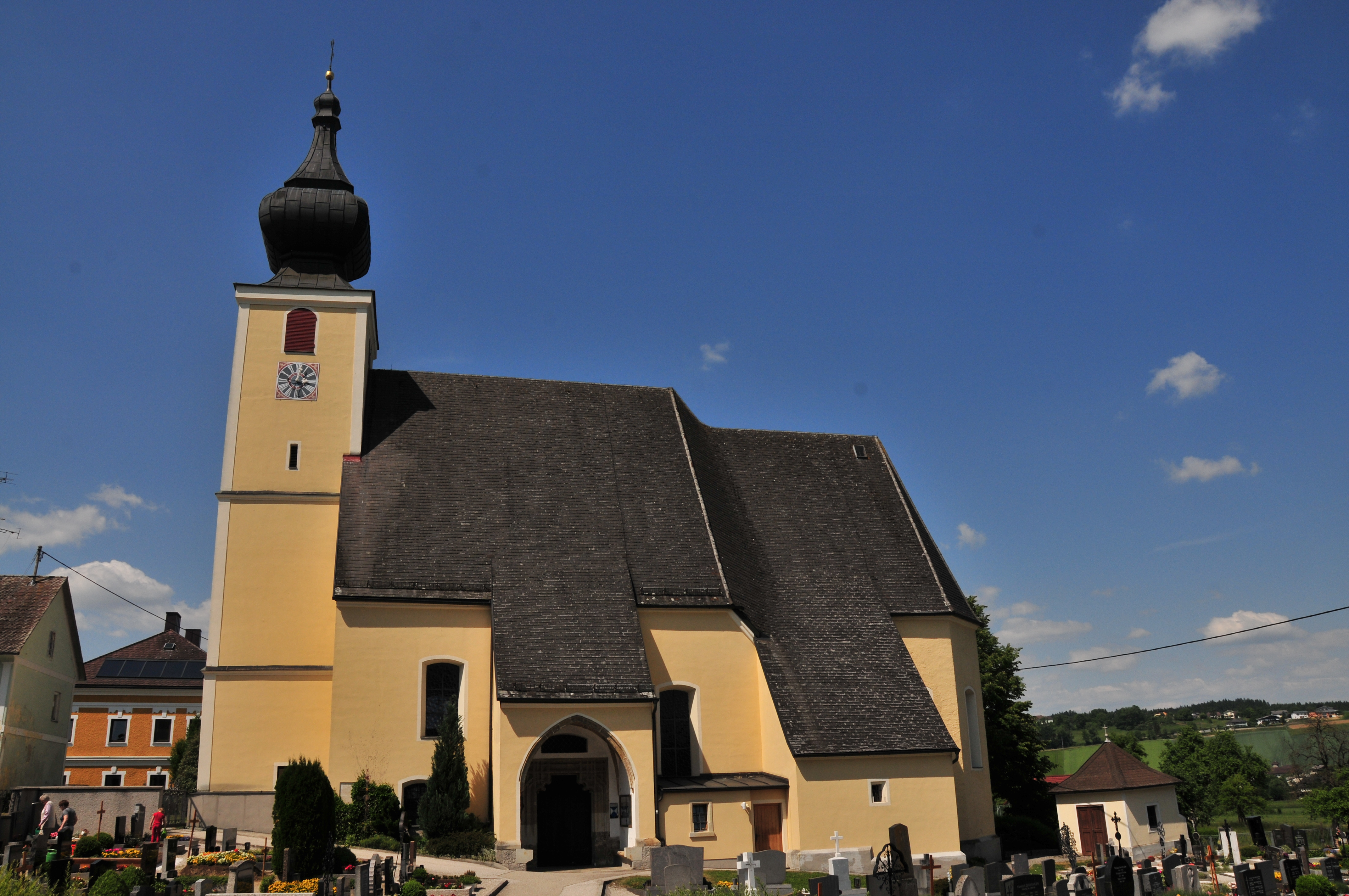
Pfarrkirche Neukirchen bei Lambach

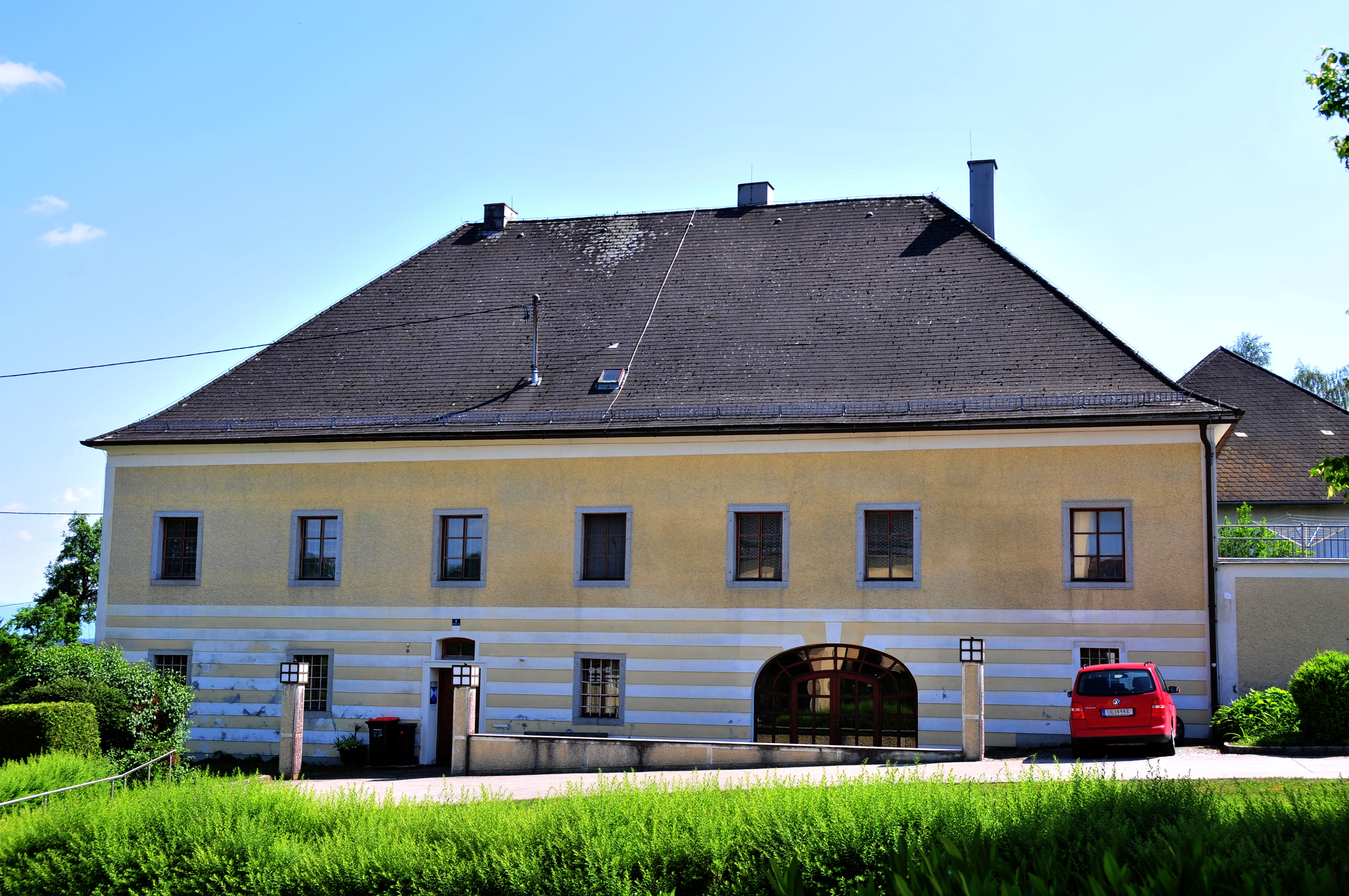
Pfarrhof

- Katholische Pfarrkirche Neukirchen bei Lambach hl. Stephanus
- Die Trachtenmusikkapelle Neukirchen bei Lambach wurde 1890 gegründet.

## Wirtschaft und Infrastruktur

### Wirtschaftssektoren
Von den 42 landwirtschaftlichen Betrieben des Jahres 2010 waren 26 Haupterwerbsbauern. Diese bewirtschafteten 78 Prozent der Flächen. Im Produktionssektor arbeiteten 34 Erwerbstätige im Bereich Herstellung von Waren und sieben in der Bauwirtschaft. Die größten Arbeitgeber des Dienstleistungssektors waren die Bereiche Verkehr (68) und soziale und öffentliche Dienste (22 Erwerbstätige).
| Wirtschaftssektor            | Anzahl Betriebe | Anzahl Betriebe | Erwerbstätige | Erwerbstätige |
| Wirtschaftssektor            | 2011            | 2001            | 2011          | 2001          |
| ---------------------------- | --------------- | --------------- | ------------- | ------------- |
| Land- und Forstwirtschaft 1) | 42              | 52              | 33            | 37            |
| Produktion                   | 8               | 2               | 41            | 3             |
| Dienstleistung               | 40              | 19              | 118           | 76            |

1) Betriebe mit Fläche in den Jahren 2010 und 1999
| Im Jahr 2011 lebten 452 Erwerbstätige in Neukirchen. Davon arbeiteten 85 in der Gemeinde, mehr als achtzig Prozent pendelten aus. - Eisenbahn: Durch den Süden des Gemeindegebietes verläuft die Westbahn. - Straße: Einen Teil der Südgrenze bildet die Wiener Straße B1. Die 2016 eröffnete Umfahrung von Lambach beginnt beim Gewerbepark Neukirchen. | Hier fehlt eine Grafik, die leider im Moment aus technischen Gründen nicht angezeigt werden kann. Wir arbeiten daran! |

## Politik

### Gemeinderat
Der Gemeinderat hat 13 Mitglieder.
- Mit den Gemeinderats- und Bürgermeisterwahlen in Oberösterreich 1997 hatte der Gemeinderat folgende Verteilung: 6 ÖVP, 3 FPÖ, 2 SPÖ und 2 Sonstige.
- Mit den Gemeinderats- und Bürgermeisterwahlen in Oberösterreich 2003 hatte der Gemeinderat folgende Verteilung: 9 ÖVP, 2 SPÖ und 2 FPÖ.
- Mit den Gemeinderats- und Bürgermeisterwahlen in Oberösterreich 2009 hatte der Gemeinderat folgende Verteilung: 9 ÖVP, 2 FPÖ und 2 SPÖ.
- Mit den Gemeinderats- und Bürgermeisterwahlen in Oberösterreich 2015 hatte der Gemeinderat folgende Verteilung: 9 ÖVP, 2 FPÖ und 2 SPÖ.
- Mit den Gemeinderats- und Bürgermeisterwahlen in Oberösterreich 2021 hat der Gemeinderat folgende Verteilung: 9 ÖVP, 2 FPÖ und 2 SPÖ.[8][9]

| Partei   | 2015    | 2015    | 2009  | 2009    | 2003  | 2003    | 1997  | 1997    |
| Partei   | Prozent | Mandate | %     | Mandate | %     | Mandate | %     | Mandate |
| -------- | ------- | ------- | ----- | ------- | ----- | ------- | ----- | ------- |
| ÖVP      | 63,42   | 9       | 68,39 | 9       | 64,23 | 9       | 46,96 | 6       |
| SPÖ      | 15,73   | 2       | 14,52 | 2       | 20,55 | 2       | 16,19 | 2       |
| FPÖ      | 20,85   | 2       | 17,10 | 2       | 15,22 | 2       | 20,85 | 3       |
| Sonstige |         |         |       |         |       |         | 15,99 | 2       |

### Bürgermeister
Bürgermeister seit 1855 waren:
- 1855–1864 Franz Mayer
- 1864–1867 Peter Zistler (Zitzler)
- 1867–1870 Philipp Weixlbaumer
- 1870–1873 Karl Schmalwieser
- 1873–1877 Kajetan Watzinger
- 1877–1879 Philipp Weixlbaumer
- 1879–1885 Kajetan Watzinger
- 1885–1888 Johann Stöttinger
- 1888–1891 Max(?) Oberndorfer
- 1891–1894 Franz Kantner
- 1894–1897 Peter Oberndorfer
- 1897–1900 Josef Kaser
- 1900–1903 Peter Oberndorfer
- 1903–1906 Josef Kaser
- 1906–1910 Josef Hainbuchner
- 1910–1912 Josef Kaser
- 1912–1919 Josef Hainbuchner
- 1919–1924 Franz Schmalwieser
- 1924–1942 Georg Mühlleitner
- 1942–1945 Anton Schiller
- 1945–1947 Max Oberndorfer
- 1947–1949 Josef Niedermayer (provisorisch)
- 1949–1955 Kajetan Watzinger
- 1955–1989 Josef Stöttinger
- 1989–2002 Franz Grabner
- 2002–2020 Franz Pühretmayr (ÖVP)[15]
- ab 2020 Andreas Obermayr (ÖVP)[15]

### Wappen
Offizielle Beschreibung des 1995 verliehenen Gemeindewappens: Über einem von Grün und Gold gespaltenen Hügel von Grün und Gold geviert mit einem Lindenblattkreuz in gewechselten Farben. Die Gemeindefarben sind Gelb-Rot.
Die Farben Grün und Gold stehen für den landwirtschaftlichen Charakter der Gemeinde, der Hügel deutet den 504 Meter hohen Krailberg an, das Kreuz symbolisiert den Ortsnamen. Die Lindenblätter weisen auf den Mundartdichter Maurus Lindemayr hin.

## Persönlichkeiten

### Ehrenbürger der Gemeinde
- 2009: Franz Grabner, Bürgermeister von Neukirchen bei Lambach 1989–2002
- 2020: Franz Pühretmayr, Bürgermeister von Neukirchen bei Lambach 2002–2020[15]

### Söhne und Töchter der Gemeinde
- Johannes Schmitzberger (OSB) (1630–1683) Weihbischof in Wien
- Maurus Lindemayr (OSB) (1723–1783), Schriftsteller (Theaterstücke)